# Diamant sintètic

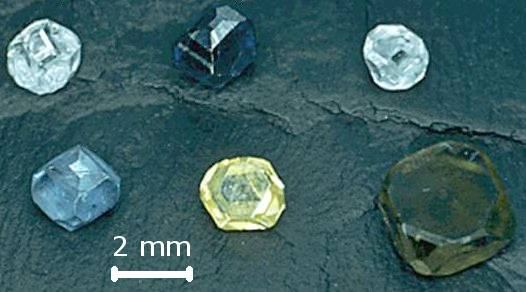
Diamants sintètics de diversos colors, fets créixer per la tècnica d'alta pressió i alta temperatura.

Els diamants sintètics són diamants produïts en processos tecnològics, en oposició als diamants naturals, que són creats en processos geològics. Els diamants sintètics també són coneguts com a diamants HPHT o diamants CVD, pels dos mètodes de producció més comuns, que són la síntesi d'alta pressió i alta temperatura (en anglès: high-pressure high-temperature), i deposició química de vapor (en anglès: chemical vapor deposition), respectivament. No obstant, els diamants "naturals del tipus IIa", normalment de color marró, reben també tractament HPHT (exposició a altes pressions i altes temperatures), aconseguint-se amb aquest procés diamants molt blancs. Recalcar finalment que no es pot confondre el mètode CVD (diamants de laboratori) amb el procés HPHT realitzat en diamants d'origen geològic.
Han estat documentades nombroses declaracions, entre 1879 i 1929; cada intent ha estat analitzat acuradament i cap ha estat confirmat. En 1940, va començar una recerca sistemàtica als Estats Units, Suècia, i la Unió Soviètica, per fer créixer diamants usant els processos de deposició química de vapor i d'alta pressió i alta temperatura. La primera síntesi reproduïble va ser anunciada al voltant de 1953. Aquests dos processos encara dominen la producció de diamant sintètic. Un tercer mètode, conegut com a síntesi de detonació, va entrar en el mercat del diamant a finals de la dècada de 1990. En aquest procés, són creats grans de diamant d'escala nanomètrica, mitjançant la detonació d'explosius que contenen carboni. Ha estat demostrat un quart mètode en el laboratori: tractar grafit amb ultrasons d'alta potència, però no té encara aplicacions comercials.
Les propietats del diamant sintètic depenen dels detalls dels processos de manufactura, i poden ser inferiors o superiors a les dels diamants naturals: la duresa, conductivitat tèrmica i mobilitat electrònica són superiors en alguns diamants sintètics (tant HPHT o CVD). Conseqüentment, els diamants sintètics són àmpliament usats en abrasius, tallat i eines de poliment, i en dissipadors tèrmics. Estan sent desenvolupades aplicacions electròniques dels diamants sintètics, incloent interruptors d'alta potència en centrals elèctriques, transistors d'efecte de camp d'alta freqüència, i LEDs. S'usen detectors de diamant sintètic de llum ultraviolada (UV) o de partícules d'alta energia en centres de recerca d'alta energia, i estan disponibles comercialment. A causa de la seva combinació única d'estabilitat tèrmica i química, baixa expansió tèrmica, i alta transparència òptica en un rang espectral ampli, els diamants sintètics estan convertint-se en el material més popular per a la fabricació de finestres òptiques en làser de CO₂ d'alta potència, i girotrons.
Tant els diamants CVD com els HPHT poden ser tallats en gemmes i poden ser produïts en diversos colors: blanc clar, groc, marró, blau, verd i ataronjat. L'aparició de les gemmes sintètiques al mercat va crear preocupació importants en el negoci de comercialització de diamants, com a resultat del qual s'han desenvolupat tècniques i dispositius espectroscòpics per distingir entre diamants sintètics i naturals.

## Història
Després del descobriment, en 1797, que el diamant era carboni pur, s'han fet molts intents per convertir diverses formes barates de carboni en diamant. Els èxits més primerencs van ser anunciats per James Ballantyne Hannay en 1879 i per Henri Moissan en 1893. El seu mètode involucrava escalfar hulla a 3.500 °C amb ferro en un forn. Encara que Hannay va usar un tub escalfat a la flama, Moissan va aplicar el seu recent desenvolupament del forn d'arc elèctric, en el qual un arc elèctric era llançat entre barres de carboni dins de blocs de calç. El ferro colat era ràpidament refredat per immersió en aigua. La contracció generada pel refredament, suposadament produïa l'alta pressió requerida per transformar el grafit en diamant. Moissan va publicar el seu treball en una sèrie d'articles en la dècada de 1890.
Molts altres científics van intentar replicar els seus experiments. Sir William Crookes va declarar èxit en 1909. Otto Ruff va declarar, en 1917, haver produït diamants de fins a 7 mm de diàmetre, però posteriorment es va retractar de la seva asseveració. En 1926, el Dr. Willard Hershey del McPherson College va replicar els experiments de Moissan i Ruff per produir un diamant sintètic; aquest espècimen s'exhibeix al Museu McPherson, a Kansas. Malgrat les declaracions de Moissan, Ruff i Hershey, altres experimentadors han estat incapaços de reproduir les seves síntesis.
Els intents de replicació més definitius els va dur a terme Sir Charles Algernon Parsons. Científic i enginyer prominent, conegut per la seva invenció de la turbina de vapor, va passar uns 40 anys (1882-1922) i va gastar una part considerable de la seva fortuna intentant reproduir els experiments de Moissan i Hannay, però també va adaptar processos pel seu propi compte. Parsons era conegut per la seva aproximació minuciosament exacta i el seu mètode documentant tots els seus passos: tots els seus resultats van ser preservats per a posterior anàlisi per un equip independent. Va escriure alguns articles —alguns dels més primerencs sobre diamants HPHT —en els quals declarava haver produït diamants petits. No obstant això, el 1928, va autoritzar el Dr. C.H. Desch a publicar un article en el qual enunciava la seva creença que no havia estat produïts diamants sintètics fins aquella data (incloent-hi els de Moissan i uns altres). Va suggerir que la majoria de diamants que s'havien produït fins a aquell punt eren espinel·les sintètiques.

### Projecte de diamants de la General Electric
El 1941, es va establir un acord entre les companyies General Electric (GE), Norton i Carborundum per desenvolupar una síntesi de diamant. Van ser capaços d'escalfar carbó fins a prop de 3.000 °C sota una pressió de 3,5 GPa durant alguns segons. Poc després, la Segona Guerra Mundial va interrompre el projecte. Va ser reprès en 1951 als Schenectady Laboratories de la General Electric, i es va formar un grup de diamant d'alta pressió amb F.P. Bundy i H.M. Strong. Howard Tracy Hall i uns altres es van unir a aquest projecte poc després.
El grup de Schenectady va fer millores en les encluses dissenyades per Percy Bridgman, qui va rebre un Premi Nobel pel seu treball en 1946. Bundy i Strong van fer les primeres millores, després Hall en va fer més. L'equip de GE va utilitzar encluses de carbur de tungstè dins d'una premsa hidràulica per comprimir una mostra amb carbó continguda en un contenidor de catlinita. L'equip va registrar la síntesi de diamant en una ocasió, però l'experiment no va poder ser reproduït degut les incertes condicions de síntesi. i després es va veure que el diamant n'era un de natural que s'havia utilitza com a llavor.

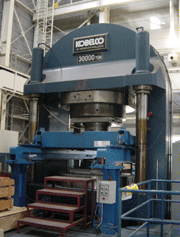
Una premsa de corretja produïda en la dècada de 1980 per KOBELCO.

Hall va aconseguir la seva primera síntesi comercial reeixida del diamant el 16 de desembre de 1954, i això es va anunciar el 15 de febrer de 1955. La innovació decisiva fou utilitzar una premsa de "corretja", que és capaç de produir pressions per sobre dels 10 GPa, i temperatures sobre els 2000 °C.
En la premsa de "corretja" (veure a continuació) s'introduïa un contenidor de pirofil·lita farcit de grafit dissolt en níquel, cobalt, o ferro colat. Aquests metalls actuaven com un "solvent-catalitzador", que tant dissolien al carboni com acceleraven la seva conversió en diamant. El diamant més gros aconseguit va ser de 0,15 mm de llarg, massa petit i visualment imperfecte per a joieria, però utilitzable com a abrasius industrials. Els col·laboradors de Hall van ser capaços de replicar el seu treball, i el descobriment va ser publicat a la revista Nature. Va ser la primera persona a fer créixer un diamant sintètic amb un procés reproduïble, verificable i ben documentat. Va abandonar General Electric el 1955, i tres anys més tard va desenvolupar un nou aparell per a la síntesi de diamant —una premsa tetraèdrica amb quatre encluses— per evitar infringir la seva patent prèvia, que encara estava assignada a General Electric. Hall va rebre el Premi de la Societat Química Americana d'Invenció Creativa pel seu treball en la síntesi del diamant.

### Desenvolupaments posteriors
El 16 de febrer de 1953, a Estocolm, Suècia, es va aconseguir una síntesi independent de diamant. Ho va fer ASEA (Allmänna Svenska Elektriska Aktiebolaget), una de les principals indústries sueques.
A partir de 1949, ASEA havia reclutat un equip de cinc científics i enginyers com a part d'un projecte ultrasecret de fabricació de diamants, amb el nom clau QUINTUS. L'equip va usar un aparell dissenyat per Baltzar von Platen i Anders Kämpe. Es va mantenir una pressió dins del dispositiu a uns 8,4 GPa durant una hora. Es van produir alguns diamants petits, però no de la mida ni qualitat de gemma. El treball no va ser divulgat fins a la dècada de 1980. Durant la dècada de 1980, un nou competidor va emergir a Corea, una companyia denominada Iljin Diamond; va ser seguida per centenars d'empreses xineses. Iljin Diamond va aconseguir presumptament la síntesi de diamant en 1988 robant secrets comercials de la General Electric, mitjançant un antic empleat coreà de la GE.

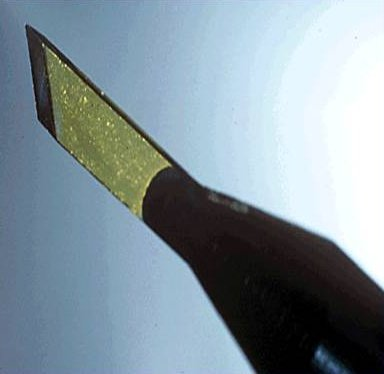
Un escalpel amb full d'un sol cristall de diamant sintètic.

Els primers cristalls sintètics de diamant de qualitat de gemma es van crear el 1970 per la General Electric, sent publicats en 1971. Els primers èxits van usar un tub de pirofilita amb peces primes de diamant com a llavor a tots dos extrems del tub. El material d'alimentació, grafit, se situava al centre, i el solvent metàl·lic (níquel) entre el grafit i els diamants-llavor. El contenidor s'escalfava i la pressió s'augmentava fins a aproximadament 5,5 GPa. Els cristalls creixen mentre flueixen des del centre cap als extrems del tub, i estenent la longitud del procés es produeixen cristalls més grans. Inicialment, un procés de creixement d'una setmana produïa pedres de qualitat de gemma d'aproximadament 5 mm (1 quirat o 0,2g), les condicions de procés havien de ser el més estables possibles. L'alimentació per grafit es va reemplaçar aviat per grans de diamant, que permetien un millor control de la forma final del cristall.
Les primeres pedres de qualitat de gemma sempre eren d'un color de groc a marró, a causa de la contaminació amb nitrogen. Les inclusions eren comunes, especialment de forma aplanada, degudes al níquel. L'eliminació de tot el nitrogen del procés mitjançant l'addició d'alumini o titani va produir pedres "blanques" incolores, i l'eliminació del nitrogen i l'addició de bor en produïa de blaves. No obstant això, l'eliminació del nitrogen ralentia el procés de creixement, i reduïa la qualitat cristal·lina, així que el procés era executat normalment amb nitrogen present.
Encara que les pedres de la GE i els diamants naturals eren químicament idèntics, les seves propietats físiques no eren les mateixes. Les pedres incolores produïen forta fluorescència i fosforescència sota llum ultraviolada de longitud d'ona curta, però eren inerts sota UV d'ona llarga. Entre els diamants naturals, només les gemmes blaves més rares exhibeixen aquestes propietats. A diferència dels diamants naturals, totes les pedres de la GE mostraven fluorescència groga sota els raigs X. El Diamond Research Laboratory de De Beers ha fet créixer pedres fins als 25 quirats, amb propòsits de recerca. Es van mantenir condicions estables HPHT durant 6 setmanes per fer créixer diamants d'alta qualitat d'aquesta grandària. Per raons econòmiques, el creixement de la majoria de diamants sintètics és acabat quan aconsegueixen una massa d'1 a 1,5 quirats.
En la dècada de 1950, van començar investigacions a la Unió Soviètica i els Estats Units respecte el creixement de diamant per piròlisi de gasos d'hidrocarburs a la temperatura relativament baixa de 800 °C. Aquest procés de baixa pressió és conegut com a deposició química de vapor (CVD). Sembla que William G. Eversole havia aconseguit la deposició de vapor de diamant sobre substrat de diamant el 1953, però no se'n va informar fins al 1962. La deposició de pel·lícula de diamant va ser reproduïda independentment per Angus i el seu equip el 1968 i per Deryagin i Fedoseev el 1970. Mentre que Eversole i Angus van usar un únic cristall de diamants, gran i car, com a substrat, Deryagin i Fedoseev van aconseguir de fer pel·lícules de diamant sobre materials diferents al diamant (silici i metalls), cosa que va conduir a una recerca massiva en recobriments barats de diamant en la dècada de 1980.
En els darrers anys, hi ha hagut un augment de casos de diamants petits (melee) sintètics, trobats muntats en joies i en paquets de diamants, comercialitzats fent-los passar per naturals. Degut al cost relativament barat dels diamants petits, així com la manca relativa de coneixement universal per identificar grans quantitats de melee de forma eficient, no tots els comerciants s'han esforçat a comprovar els diamants petits per identificar si són d'origen natural o sintètic. No obstant, hi ha laboratoris internacionals que estan afrontant el problema, amb millores significatives en la identificació de la melee sintètica.

## Tecnologies de fabricació
S'utilitzen mètodes diversos per produir diamants sintètics. El mètode original utilitza alta pressió i alta temperatura (HPHT) i encara s'utilitza àmpliament a causa del seu cost relativament baix. El procés implica grans premses que poden pesar centenars de tones per produir una pressió de 5 GPa a 1.500 °C. El segon mètode, que utilitza deposició de vapor químic (CVD), es crea un plasma de carboni sobre un substrat sobre el que es dipositen els àtoms de carboni per formar diamant. Altres mètodes inclouen la formació mitjançant explosius (la formació de nano-diamants de detonació) i sonicació de solucions de grafit.

### El mètode d'alta pressió alta temperatura HPHT

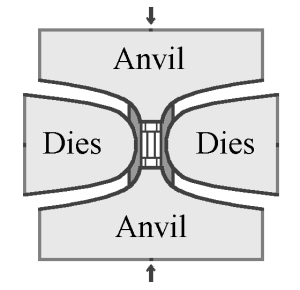
Esquema d'una premsa de cinta

En el mètode HPHT, existeixen tres dissenys principals de premsa que s'utilitzen per subministrar la pressió i la temperatura necessàries per produir diamant sintètic: la premsa de cinta, la premsa cúbica i la d'esfera fraccionada (o premsa BARS). És col·loquen llavors de diamant al fons de la premsa. La part interna de la premsa s'escalfa a més de 1.400 °C i fon el metall solvent. El metall fos dissol la font de carboni d'alta puresa, que llavors es transporta cap a les petites llavors de diamant i precipita, formant un diamant sintètic gran.
El desenvolupament original de GE fet per Tracy Hall utilitza una premsa de cinta en la qual les encluses superior i inferior subministren la càrrega de pressió a una cèl·lula cilíndrica interior. Aquesta pressió interna queda confinada radialment per un cinturó de bandes d'acer pretesat. Les encluses també serveixen com a elèctrodes que proporcionen corrent elèctric a la cel·la comprimida per escalfar-la. Una variació de la premsa de cinta utilitza la pressió hidràulica, en comptes de cables d'acer, per confinar la pressió interna. Les premses de banda encara s'utilitzen avui dia, però són a una escala molt major que el disseny original.
El segon tipus de disseny de la premsa és la premsa cúbica. Una premsa cúbica té sis encluses que proporcionen la pressió de forma simultània en totes les cares d'un volum en forma de cub. El primer disseny de premsa multi-enclusa era una premsa tetraèdrica, amb quatre encluses que convergeixen en un volum en forma de tetràedre. La premsa cúbica es va crear poc després per augmentar el volum que es podia sotmetre a pressió. Una premsa cúbica és típicament més petita que una premsa de corretja i pot aconseguir més ràpidament la pressió i la temperatura necessàries per crear diamant sintètic. No obstant això, les premses cúbiques no poden escalar-se fàcilment a volums superiors: el volum a pressió es pot augmentar mitjançant l'ús de grans encluses, però això també augmenta la quantitat de força necessària en les encluses per aconseguir la mateixa pressió. Una alternativa és disminuir l'àrea de superfície en relació al volum a pressuritzar, mitjançant l'ús de més encluses per convergir en un sòlid platònic d'ordre superior, tal com un dodecàedre. No obstant, una premsa així seria complexa i difícil de fabricar.

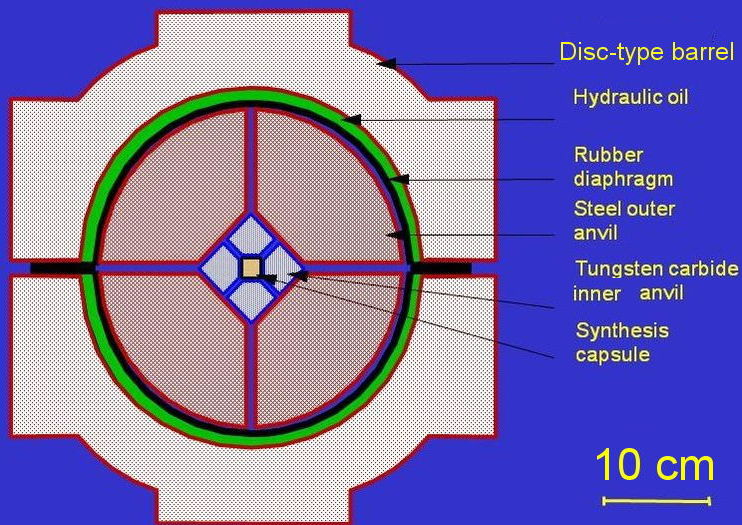
Esquema d'una premsa BARS; la grandària del tub exterior està reduïda per facilitar la presentació

La premsa BARS és la més compacta, eficient i econòmica de totes les premses productores de diamant. Al centre d'un dispositiu BARS, hi ha una "càpsula de síntesi" cilíndrica de ceràmica d'aproximadament 2 cm³ de mida. La cèl·lula es col·loca en un cub de material que transmet la pressió, tal com ceràmica pirofil·lita, que és pressionat per encluses interiors fetes de carbur cimentat (per exemple, carbur de tungstè o aliatge dur VK10). La cavitat octaèdrica exterior és pressionada per 8 encluses exteriors d'acer. Després del muntatge, tot el conjunt es tanca en un barril de tipus disc amb un diàmetre d'aproximadament 1 metre. El barril s'omple d'oli, que es pressuritza per escalfament, i la pressió de l'oli es transfereix a la cèl·lula central. La càpsula de síntesi s'escalfa mitjançant un escalfador coaxial de grafit i la temperatura es mesura amb un termoparell.

### Deposició química de vapor
La deposició química de vapor és un mètode pel qual el diamant es pot fer créixer a partir d'una mescla de gasos d'hidrocarburs. Des d'inicis de la dècada de 1980, aquest mètode ha estat objecte d'intensiva recerca a nivell mundial. Considerant que la producció en massa de cristalls de diamant d'alta qualitat fan que el procés HPHT sigui l'elecció més adequada per a aplicacions industrials, la flexibilitat i la simplicitat de la configuració del CVD expliquen la popularitat d'aquest mètode en els laboratoris de recerca. Els avantatges de fer créixer diamants amb CVD inclouen la capacitat de fer créixer diamant sobre àrees grans i substrats diversos, i el control precís de les impureses químiques i, per tant, les propietats del diamant produït. A diferència d'HPHT, el procés CVD no requereix altes pressions, perquè el creixement es produeix normalment a pressions menors de 27 kPa.
El creixement amb CVD implica la preparació del substrat, introduint quantitats variables de gasos en una cambra i aportant-hi energia. La preparació del substrat comporta triar un material apropiat i la seva orientació cristal·logràfica; rentar-lo, sovint amb pols de diamant per erosionar el substrat que no té diamant; i optimitzar la temperatura del substrat (al voltant dels 800 °C) durant el creixement mitjançant una sèrie de proves. Els gasos sempre inclouen una font de carboni, típicament metà, i hidrogen amb una ràtio típica d'1:99. L'hidrogen és essencial perquè elimina selectivament el carboni que no està en forma de diamant. Els gasos s'ionitzen en radicals a la cambra de creixement utilitzant energia de microones, un filament calent, una descàrrega d'arc, un bufador de soldar, un làser, un feix d'electrons, o altres mitjans.
Durant el creixement, els materials de la cambra es van desprenent pel plasma i poden incorporar-se en el diamant que va creixent. En concret, el diamant CVD es contamina sovint per silici que prové de les finestres de sílice de la cambra de creixement o del substrat de silici. Per tant, les finestres de sílice o bé s'eviten o es mouen lluny del substrat. Les espècies que puguin contenir bor dins de la cambra, fins i tot a nivells de traces, també la fan impracticable per al creixement de diamant pur.

### Detonació d'explosius

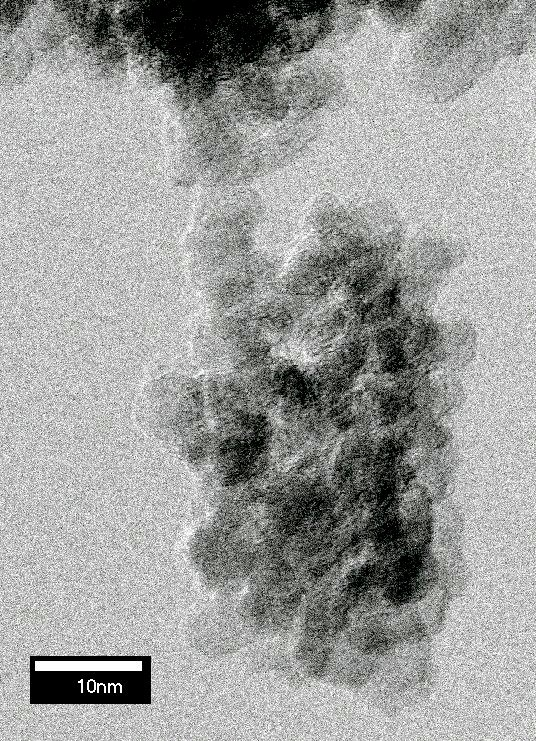
Microgràfic electrònic (TEM) d'un diamant de detonació

Es poden formar nanocristalls de diamant (5 nm de diàmetre) mitjançant la detonació de certs explosius que contenen carboni en una cambra de metall. Aquests nanocristalls reben el nom de "nanodiamants de detonació". Durant l'explosió, la pressió i la temperatura en la cambra esdevenen prou elevades com per convertir el carboni dels explosius en diamant. En estar immersa en aigua, la cambra es refreda ràpidament després de l'explosió, i es deté la conversió del diamant acabat de produir a grafit més estable. En una variació d'aquesta tècnica, un tub de metall ple de pols de grafit es col·loca en la càmera de detonació. L'explosió escalfa i comprimeix el grafit prou per a la seva conversió en diamant. El producte és sempre ric en grafit i altres formes del carboni diferents del diamant i requereix una perllongada permanència en àcid nítric calent (al voltant d'1 dia a 250 °C) per dissoldre'ls. La pols de nanodiamants recuperada s'usa principalment en aplicacions de poliment. Es produeix principalment a la Xina, Rússia i Belarús, i va començar a arribar al mercat en grans quantitats a principis de la dècada del 2000.

### Cavitació per ultrasons
Es pot sintetitzar cristalls de diamant, de mide de micròmetres a partir d'una suspensió de grafit en un líquid orgànic en condicions estàndard de pressió i temperatura utilitzant cavitació per ultrasons. El rendiment en diamant és d'aproximadament un 10% del pes inicial de grafit. El cost estimat del diamant produït per aquest mètode és comparable a la del mètode HPHT; la perfecció cristal·lina del producte és significativament pitjor en aquest mètode. Aquesta tècnica requereix un equip i procediments relativament senzills, però només ha estat explicat per dos grups de recerca, i no té cap ús industrial a data de 2012. Nombrosos paràmetres de procés, tals com la preparació de la pols de grafit inicial, l'elecció d'energia ultrasònica, el temps de síntesi i el dissolvent, encara no s'han optimitzat, deixant marge per a la millora potencial de l'eficiència i la reducció del cost de la síntesi d'ultrasons.

## Propietats
Tradicionalment, es considera que la qualitat més important d'un diamant és l'absència de tares en el cristall. La puresa i l'alta perfecció cristal·lina fan que els diamants siguin transparents i clars, mentre que la seva duresa, dispersió òptica (llustre) i estabilitat química (combinada amb el màrqueting), en fan una gemma popular. L'alta conductivitat tèrmica també és important per aplicacions tècniques. Mentre que l'alta dispersió òptica és una propietat intrínseca de tots els diamants, les altres propietats varien segons com s'hagi creat el diamant.

### Cristal·linitat
El diamant pot ser un sol cristall continu o pot estar fet de molts cristalls més petits (policristall). Els diamants de cristall únic grans, clars i transparents s'utilitzen típicament en gemmes. El diamant policristal·lí (PCD) consisteix en nombrosos granets, que es poden veure fàcilment a ull nu amb absorció i escampament forts de llum; no és apropiat per a gemmes i s'utilitza per aplicacions industrials com eines de mineria i de tall. El diamant policristal·lí es descriu sovint per la mida mitjana (o mida de gra) dels cristalls que el formen. Les mides de gra van des de nanòmetres a centenars de micròmetres, i llavors els diamants corresponents s'anomenen "nanocristal·lins" i "microcristal·lins", respectivament.

### Duresa
El diamant sintètic és el material més dur que es coneix, definint duresa com resistència al ratllat. La duresa del diamant sintètic depèn de la seva puresa, perfecció cristal·lina i orientació: la duresa és superior en cristalls purs sense tara orientats en la direcció [111] (al llarg de la diagonal més llarga de la xarxa cúbica del diamant). El diamant nanocristal·lí produït mitjançant creixement CVD pot tenir una duresa entre el 30% i el 75% del diamant de cristall únic, i la duresa es pot controlar per aplicacions específiques. Alguns diamants de cristall únic sintètics i alguns diamants HPHT nanocristal·lins són més durs que tots els diamants naturals coneguts.

### Impureses i inclusions
Tots els diamants contenen àtoms a part del carboni en concentracions detectables amb tècniques analítiques. Aquests àtoms poden ajuntar-se en fases macroscòpiques anomenades inclusions. Les impureses generalment s'eviten, però es poden introduir intencionadament com a manera de controlar determinades propietats del diamant. Els processos de creixement del diamant sintètic, que utilitzen dissolvents catalitzadors, generalment fan que es formin uns quants centres complexos relacionats amb les impureses, que impliquen àtoms de metalls de transició (com el níquel, cobalt o ferro), que afecten les propietats electròniques del material.
Per exemple, el diamant pur és un aïllant elèctric, però el diamant amb bor afegit és conductor (i, en alguns casos, superconductor), permetent que es pugui utilitzar en aplicacions electròniques. Les impureses de nitrogen dificulten el moviment de les dislocacions de la xarxa (defectes de l'estructura cristal·lina) i posen l'estructura sota tensió compressiva i, per tant, n'augmenten la duresa i la tenacitat.

### Conductivitat tèrmica
Al contrari de la majoria d'aïllants elèctrics, el diamant pur és un bon conductor de la calor a causa de la força dels enllaços covalents dins del cristall. La conductivitat tèrmica del diamant pur és la més gran de tots els sòlids coneguts. Els cristalls simples de diamant sintètic enriquits en 12C (99,9%), diamant isotòpicament pur, tenen la conductivitat tèrmica més alta de qualsevol material, 30 W/cm·K a temperatura ambient, 7,5 vegades més alta que el coure. La conductivitat del diamant natural es redueix en un 1,1% a causa del 13C present de manera natural, que trenca la homogeneïtat de la xarxa.
Els joiers i gemmòlegs utilitzen la conductivitat tèrmica del diamant amb sondes tèrmiques electròniques per distingir els diamants de les imitacions. Aquestes sondes consisteix en un parell de termistors muntats en una punta fina de coure, alimentats per piles. Un termistor funciona escalfant mentre que l'altre mesura la temperatura de la punta de coure: si la pedra que s'està provant és un diamant, conduirà l'energia tèrmica de la punta prou ràpid com per produir una caiguda de temperatura mesurable. Aquesta prova triga uns 2–3 seconds.

## Aplicacions

### Eines de tall i mecanització

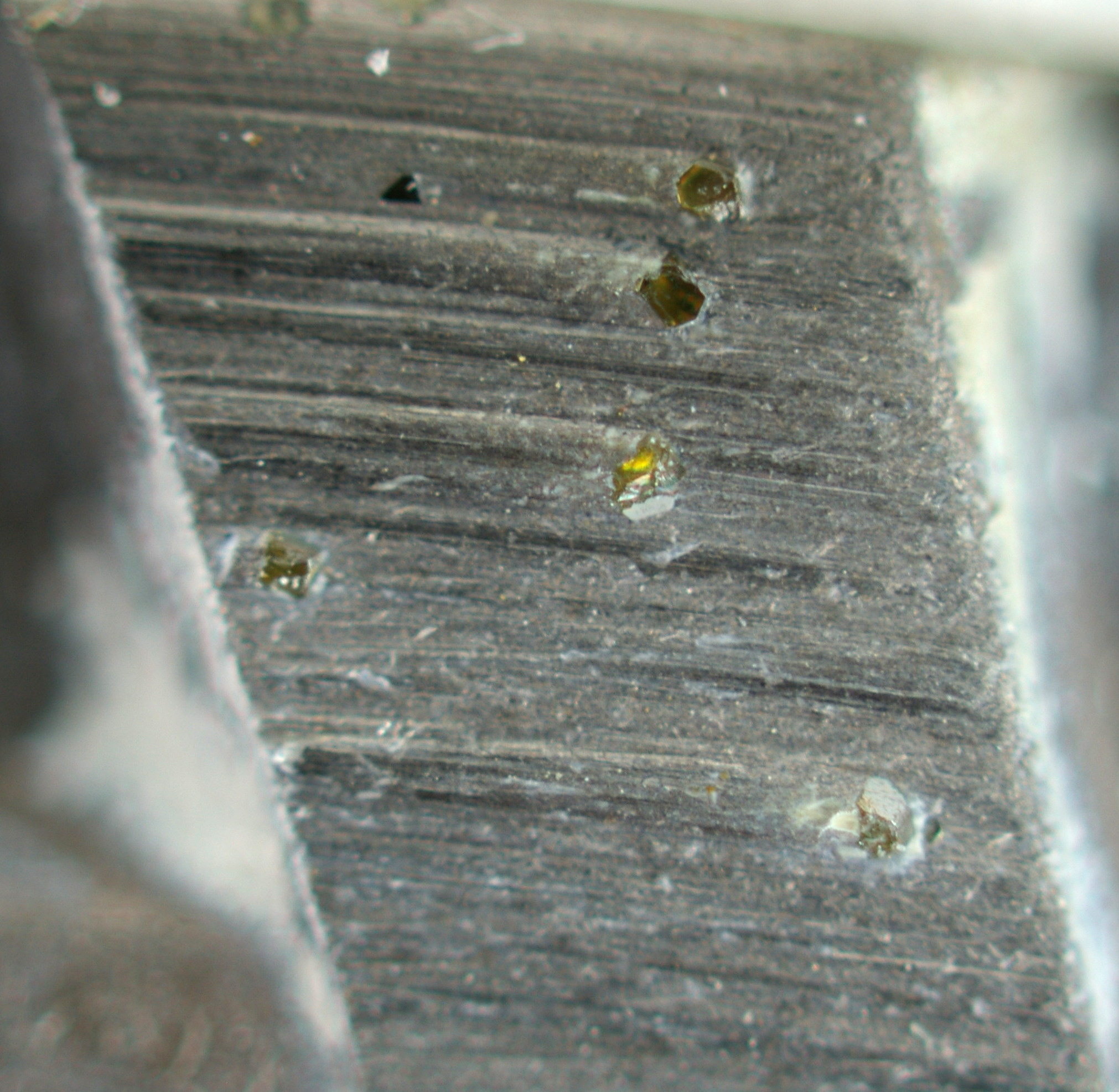
Diamants en una broca d'una esmoladora angular.

La majoria de les aplicacions industrials del diamant sintètic s'han associat des de fa temps amb la seva duresa; aquesta propietat fa que el diamant sigui el material ideal per les màquines eina i les eines de tall. Com a material més dur de la naturalesa, el diamant es pot utilitzar per polir, tallar, o erosionar qualsevol material, inclosos altres diamants. Les aplicacions industrials més comunes d'aquesta propietat inclouen les broques i serres amb punta diamant, i l'ús de pols de diamant com a abrasiu. Aquestes són de lluny les aplicacions industrials més importants del diamant sintètic. Mentre que el diamant natural també s'utilitza per aquesta finalitat, és més popular el diamant HPHT sintètic, sobretot a causa de la millor reproductibilitat de les seves propietats mecàniques. El diamant no és apropiat per la mecanització d'aliatges ferrosos a alta velocitat, perquè el carboni és soluble en el ferro a les altes temperatures que es creen en la mecanització a alta velocitat, provocant un desgast molt superior de les eines de diamant en comparació amb les alternatives.
La forma usual del diamant en les eines de tall són grans d'escala micromètrica dispersats en una matriu de metall (normalment cobalt) sinteritzat a l'eina. D'això, a la indústria, se'n diu típicament diamant policristal·lí' (PCD). Les eines amb punta PCD es poden trobar en aplicacions de mineria i tall. Durant els últims quinze anys, s'ha treballat per revestir eines metàl·liques amb diamant CVD, i encara que hi ha alguns resultats prometedors, encara no s'han substituït significativament les eines PCD tradicionals.

### Conducció tèrmica
La majoria de materials que tenen alta conductivitat tèrmica també són conductors elèctrics, com els metalls. En contrast, el diamant sintètic pur té una alta conductivitat tèrmica, però conductivitat elèctrica negligible. Aquesta combinació és molt valuosa en l'electrònica, on s'utilitzen diamants per fer de dissipador tèrmic per díodes làser d'alta potència, matrius de làser i transistors d'alta potència. Una dissipació de calor eficient prolonga la vida d'aquests dispositius electrònics, i els alts costos de substitució dels dispositius justifiquen els dissipadors de diamant eficients, encara que siguin comparativament cars. En tecnologia de semiconductors, els repartidors de calor de diamant eviten que el silici i altres materials semiconductors s'escalfin excessivament.

### Material òptic
El diamant és dur, químicament inert, i té una conductivitat tèrmica alta i un coeficient de dilatació tèrmica baix. Aquestes propietats el fan superior a qualsevol altre material utilitzat per transmetre radiació infraroja i de microones. Per tant, el diamant sintètic està començant a substituir el seleniur de zinc com a finestra de sortida de làsers de CO₂ d'alta potència i girotrons. Aquestes finestres policristal·lines sintètiques tenen forma de disc de gran diàmetre (uns 10 cm per girotrons) i poc gruix (per reduir l'absorció) i només es poden produir amb la tècnica CVD. Les lloses d'un sol cristall de dimensions de fins a uns 10 mm són cada vegada més importants en diferents àrees de l'òptica, incloent repartidors de calor dins de cavitats làser, òptica difractiva i com a medi de guany òptic en làsers Raman. Avenços recents en les tècniques de síntesi HPHT i CVD han millorat prou la puresa i la perfecció de l'estructura cristal·logràfica dels diamants de cristall únic, com per substituir el silici com a material per xarxes de difracció i material de finestra en fonts de radiació d'alta potència, com els sincrotrons. Tant els processos CVD com HPHT s'utilitzen també per crear encluses de diamant òpticament transparents com a eina per mesurar propietats elèctriques i magnètiques a pressions molt elevades utilitzant una cèl·lula d'enclusa de diamant.

### Electrònica
El diamant sintètic té usos potencials com a semiconductor, perquè es pot dopar amb impureses com bor i fòsfor. Com que aquests elements contenen un electró de valència més o un de menys que el carboni, converteixen el diamant sintètic en semiconductors de tipus P o de tipus N. Fer una junció PN dopant seqüencialment diamant sintètic amb bor i fòsfor produeix díodes emissors de llum (LEDs) que produeixen llum UV de 235 nm. Una altra propietat útil del diamant sintètic per a l'electrònica és la mobilitat dels electrons, que arriba als 4500 cm²/(V·s) per electrons en un diamant CVD de cristall únic. La mobilitat alta és favorable per funcionar en altes freqüències i els transistors d'efecte camp fets de diamant ja han demostrat rendiments prometedors en freqüències altes per damunt dels 50 GHz. La gran banda prohibida del diamant (5.5 eV) li dona propietats dielèctriques excel·lents. Combinat amb l'alta estabilitat mecànica del diamant, aquestes propietats s'utilitzen en prototipus de commutadors d'alta potència per a centrals elèctriques.
S'han fabricat transistors de diamant sintètic en laboratori. Són funcionals a temperatures molt més altes que els dispositius de silici, i són resistents al dany químic i de radiació. Tot i que encara no s'han pogut integrar transistors de diamant en electrònica comercial, són prometedors per utilitzar-se en situacions de potència excepcionalment elevada i en entorns hostils no oxidants.
El diamant sintètic ja s'utilitza com a dispositiu per detectar la radiació. És resistent a la radiació i té una banda prohibida molt ampla de 5,5 eV (a temperatura ambient). El diamant també es distingeix dels altres semiconductors per la manca d'un òxid nadiu estable. Això fa que sigui difícil de fabricar dispositius MOS de superfície, però a canvi crea el potencial perquè la radiació UV pugui accedir al semiconductor actiu sense absorbir-se en una capa superficial. A causa d'aquestes propietats, s'utilitza en aplicacions com el detector BaBar de l'Accelerador Lineal de Stanford i BOLD (Blind to the Optical Light Detectors for VUV solar observations, és a dir "detectors cecs a la llum òptica per observacions solars ultraviolades"). Al programa europeu LYRA es va utilitzar recentment un detector VUV de diamant.
El diamant CVD conductiu és un elèctrode útil sota moltes circumstàncies. S'han desenvolupat mètodes fotoquímics per fer enllaços covalents entre DNA i la superfície de pel·lícules de diamant policristal·lí produïdes mitjançant CVD. Aquestes pel·lícules modificades amb DNA es poden utilitzar per detectar diferents biomolècules, que podrien interactuar amb el DNA i, per tant, modificar la conductivitat elèctrica de la pel·lícula de diamant. A més, es poden utilitzar diamants per detectar reaccions redox que no es poden estudiar de forma ordinària i que en alguns casos degraden els contaminants orgànics sensibles a redox en subministraments d'aigua. Com que el diamant és estable mecànicament i química, es pot utilitzar d'elèctrode sota condicions que destruirien materials tradicionals. Com a elèctrode, el diamant sintètic es pot utilitzar en tractament d'aigües residuals per efluents orgànics i la producció d'oxidants forts.

### Gemmes

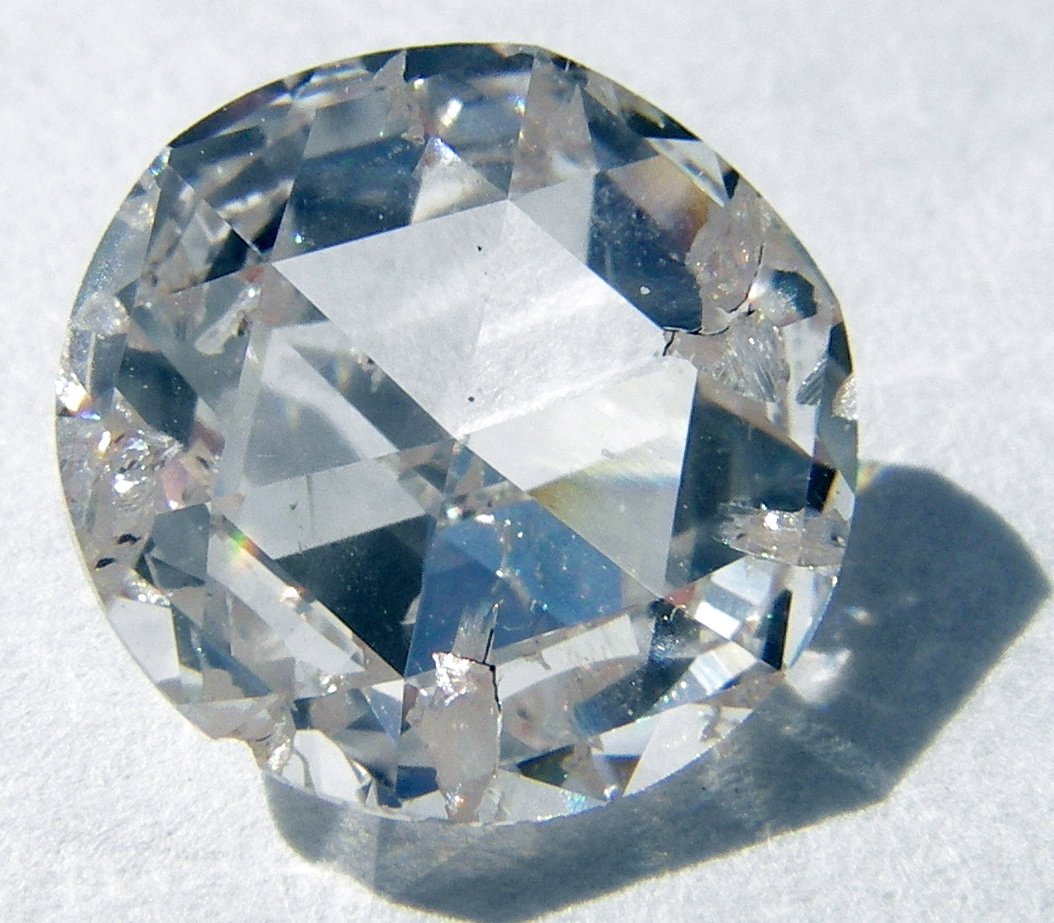
Gemma incolora tallada a partir d'un diamant fet créixer per deposició química de vapor

Els diamants sintètics destinats a gemmes es van créixer per mètodes HPHT o CVD, i actualment representen aproximadament un 2% del mercat del diamant per a joieria. No obstant, hi ha indicadors que la quota de mercat dels diamants sintètics per joieria pot créixer a mesura que els avenços en la tecnologia permetin la producció sintètic d'alta qualitat a una escala més econòmica. Estan disponibles en groc i blau, i en quantitats menors en incolor (o blanc). El color groc prové de les impureses de nitrogen en el procés de fabricació, mentre que el color blau ve del bor. Altres colors, com el rosa o el verd, es poden aconseguir després de la síntesi utilitzant irradiació. Algunes empreses també ofereixen diamants en record que es fan créixer a partir de restes mortals incinerades.
Els diamants de qualitat gemma que es fan créixer en un laboratori poden ser iguals químicament, físicament i òpticament als naturals. La indústria de la mineria del diamant ha pres contramesures legals, de màrqueting i de distribució per protegir el seu mercat de la presència emergent de diamants sintètics. Els diamants sintètics es poden distingir per espectroscòpia en les bandes infraroja, ultraviolada, o de raigs X. L'equip DiamondView de De Beers utilitza fluorescència UV per detectar traces d'impureses de nitrogen, níquel o altres metalls als diamants HPHT o CVD.
Almenys un fabricant de diamants creats al laboratori ha afirmat públicament el seu "compromís d'informació" de la naturalesa dels seus diamants, i inscriu amb làser números de sèrie a totes les seves gemmes. El web de l'empresa mostra un exemple de com es veu una de les seves inscripcions en làser, que inclou les paraules "Gemesis created" i el prefix del número de sèrie "LG" (laboratory grown, és a dir, fet créixer al laboratori).
El maig de 2015, es va batre el rècord per un diamant incolor HPHT amb 10,02 quirats. La joia es va tallar a partir d'una pedra de 32,2 quirats que havia trigat 300 hores a créixer.
La mineria tradicional dels diamants ha provocat violacions dels drets humans a Àfrica i altres llocs. La pel·lícula de 2006 Diamant de sang va ajudar a fer conèixer la situació. La demanda de diamants sintètics per part dels consumidors està augmentant, encara que la base encara és molt petita, ja que els clients busquen pedres que s'hagin obtingut èticament, i a més són més barates.
Segons un informe del Consell de Promoció de l'Exportació de gemmes i joies, els diamants sintètics suposaven un 0,28% dels diamants produïts per utilitzar-se com a gemmes el 2014.
Els diamants sintètics venuts en joieria típicament valen un 15–20% menys que els seus equivalents naturals, però s'espera que la diferència de preu continuï baixant a mesura que millorin les economies de producció.